# Провал во времени (фильм, 1979)
«Провал во времени» (яп. 戦国自衛隊 Сэнгоку дзиэйтай, «Силы самообороны Японии времён периода Сэнгоку», японское название созвучно с названием эпохи — «Сэнгоку-дзидай») — фантастический фильм японского режиссёра Мицумасы Сайто. Был снят в 1979 году.

## Сюжет
По пути на учения группа японских солдат разных родов войск, имеющих танк, бронетранспортёр, патрульный катер и вертолёт, проваливается во временну́ю дыру и оказывается в прошлом. Солдаты попадают в период Сэнгоку и обнаруживают, что их атакует самурайская армия. Командир группы, младший лейтенант Ёсиаки Иба, знакомится с даймё Нагао Кагэторой (более известен как Уэсуги Кэнсин) и объединяет силы с ним. Увидев в деле военную технику заброшенных в прошлое солдат, Кагэтора убеждает Ибу помочь ему в битвах за власть над Японией.
Тем временем солдаты начинают тосковать, желая вернуться в своё время. Одни убегают из лагеря, стараясь каким-нибудь способом попасть назад, другие бунтуют против правил и ограничений, третьи устанавливают контакты с местными — один из солдат, Мимура, даже находит себе возлюбленную. В конце концов отряд сокращается с 21 человека до 11. Ибе удаётся успокоить оставшихся людей предположением, что их военная активность повлияет на историю и создаст новый временной разлом, через который они вернутся домой. Солдаты соглашаются участвовать в самурайских битвах на стороне Нагао Кагэторы. В конце концов они сталкиваются с силами главного противника Кагэторы, Такэды Сингэна, однако надежда на современное оружие не оправдывается: самураи Сингэна каждый раз занимают более удобную позицию, так что группа Ибы теряет пятерых человек, все транспортные средства и своё наиболее разрушительное оружие. Иба в ярости и отчаянии прорывается к командному пункту Сингэна и убивает его в бою на мечах (Иба сражается хуже Сингэна, но в финале схватки применяет пистолет).
Иба и остатки его людей отправляются в Киото, чтобы там присоединиться к Кагэторе. Однако тот находится в сложной ситуации: старейшины его клана и сёгун Асикага Ёсиаки убеждают его избавиться от Ибы. Неохотно согласившись, Кагэтора устраивает засаду на лейтенанта Ибу в старом храме и убивает его. Остальных солдат расстреливают лучники. Кагэтора хоронит Ибу и его солдат со всеми воинскими почестями. В конце концов из всей группы попавших в прошлое выживает только один солдат, покинувший своих, чтобы позаботиться о мальчике, чей отец был убит.

## В ролях
- Сонни Тиба — младший лейтенант Ёсиаки Иба
- Кодзи Нака — Тайсукэ Мимура
- Исао Нацуяги — Нагао Кагэтора
- Хироси Танака — Такэда Сингэн
- Хироюки Санада — Такэда Кацуёри
- Мидзуно Судзуки — Асикага Ёсиаки